# Moravac
Moravac (en serbe cyrillique : Моравац) est une localité de Serbie située dans la municipalité d'Aleksinac, district de Nišava. Au recensement de 2011, elle comptait 1 751 habitants.
Moravac est officiellement classé parmi les villages de Serbie.

## Géographie
Le village de Moravac est situé dans la vallée de la Južna Morava, la « Morava du sud ». Il est entourés par les monts Jastrebac, la « montagne du faucon »), qui s'élèvent à une altitude de 1 492 m, et les monts Ozren, qui s'élèvent à 1 178 m. Outre la Južna Morava, la vallée où se situe Moravac est arrosée par la Sokobanjska Moravica.

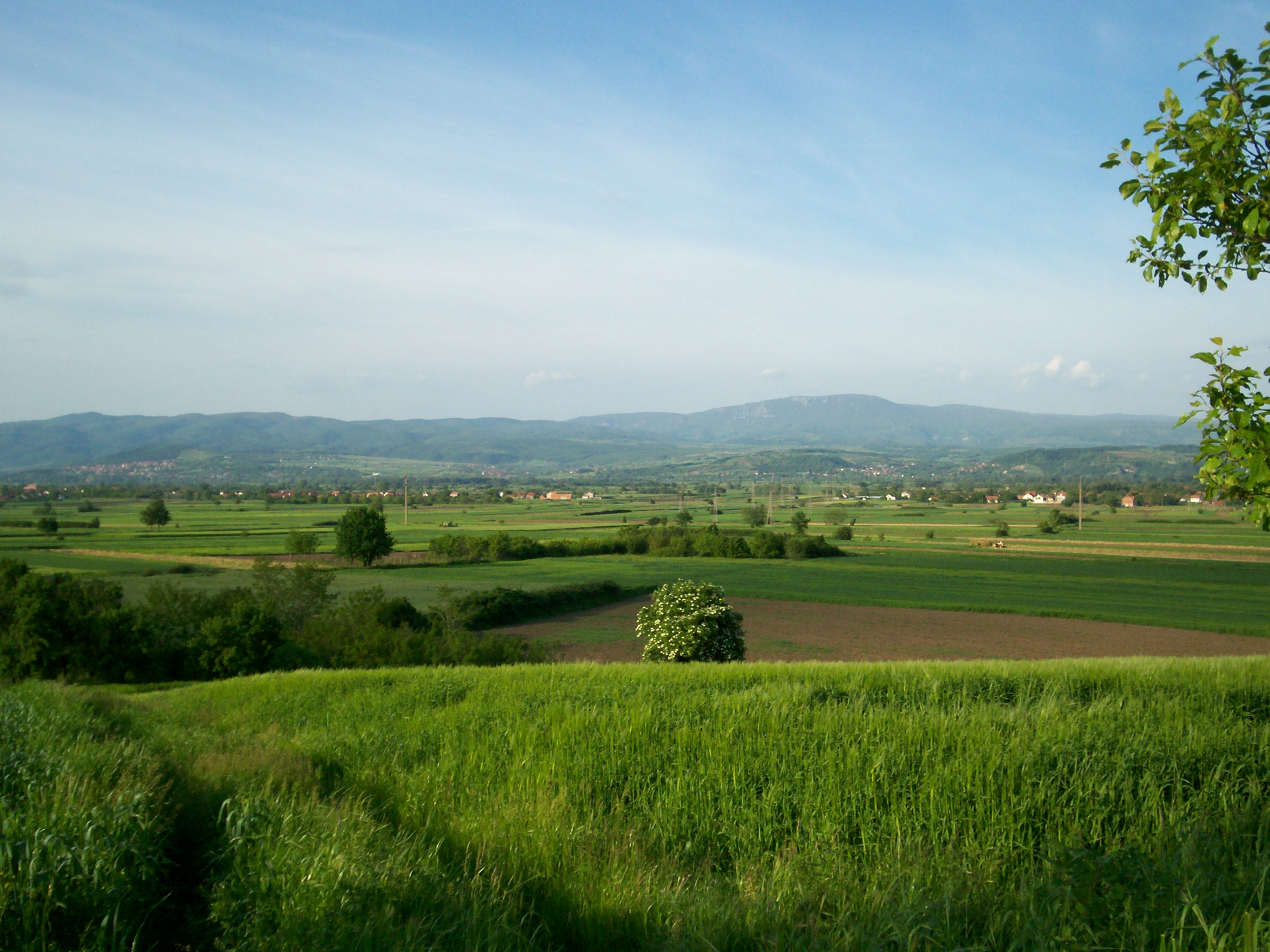
La plaine de Moravac

## Histoire

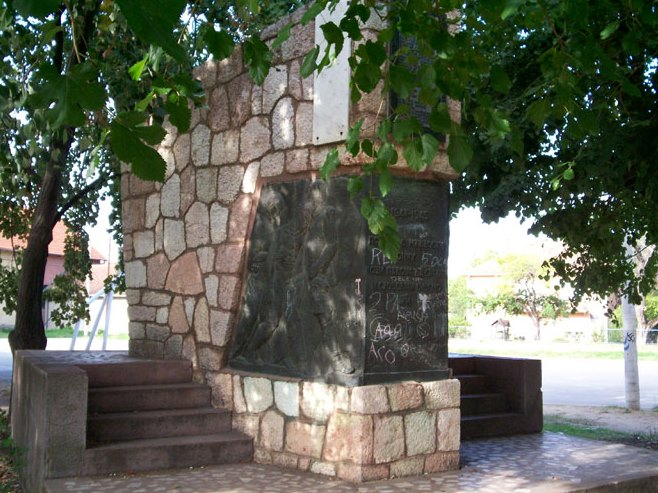
Monument à Moravac

## Sport

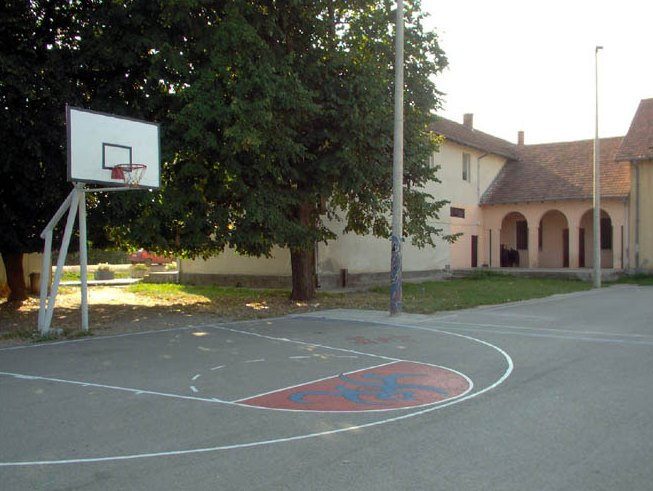
Le terrain de basket-ball de Moravac

## Démographie

### Évolution historique de la population
| 1948  | 1953  | 1961  | 1971  | 1981  | 1991  | 2002  | 2011  |
| ----- | ----- | ----- | ----- | ----- | ----- | ----- | ----- |
| 1 504 | 1 503 | 1 564 | 1 582 | 1 932 | 1 972 | 1 785 | 1 751 |

|  |